# كليفورد راي
كليفورد راي (بالإنجليزية: Clifford Ray)‏ مواليد 21 يناير 1949 في يونيون، هو لاعب كرة سلة أمريكي سابق أصبح مدرباً. بدأ مسيرته الاحترافية في سنة 1971. تم اختياره من قبل فريق شيكاغو بولز خلال الدرافت. يبلغ طوله 6 قدم 9 بوصة (2.1 م). اعتزل اللعب في 1981. فاز بلقب دوري إن بي إيه.

## روابط خارجية
- كليفورد راي على موقع إن بي أي (الإنجليزية)
- كليفورد راي على موقع سبورتس رفرنس (الإنجليزية)
- كليفورد راي على موقع كلية كرة السلة في سبورتس رفرنس.كوم (الإنجليزية)
- كليفورد راي على موقع ريلجم (الإنجليزية)
- كليفورد راي على موقع بروبوليرز (الإنجليزية)
- كليفورد راي على موقع سبورتس رفرنس (الإنجليزية)